# In Memoriam A.H.H.

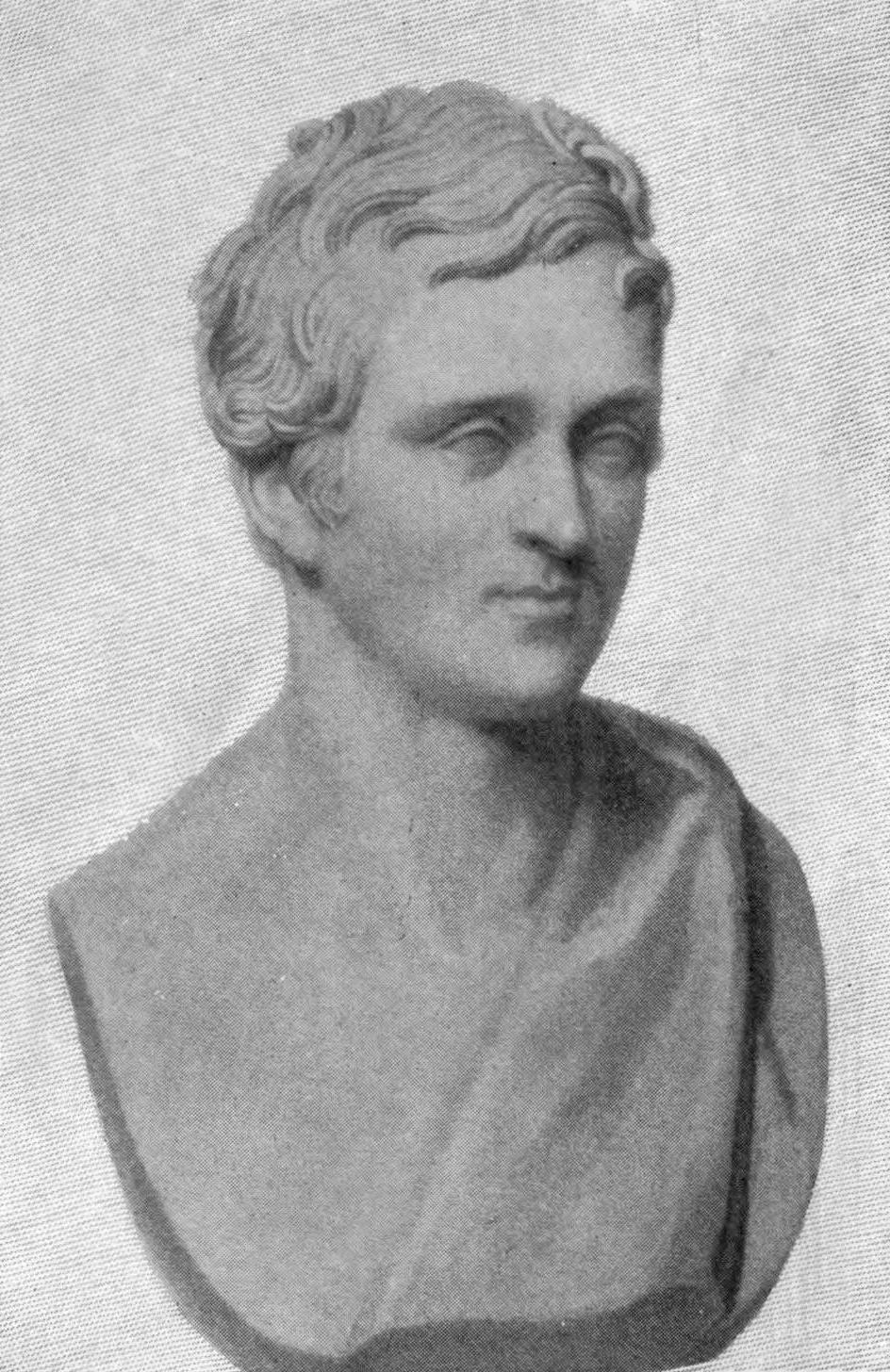
Bustul lui Arthur Henry Hallam de Francis Leggatt Chantrey

„In Memoriam A.H.H.” este o poezie a poetului britanic Alfred, Lord Tennyson, publicată în 1850. Este un recviem pentru iubitul prieten al poetului de la Cambridge, Arthur Henry Hallam, care a murit brusc de o hemoragie cerebrală la Viena în 1833, la vârsta de 22 de ani. Conține unele dintre cele mai realizate opere lirice ale lui Tennyson și este un exercițiu neobișnuit de susținut în versuri lirice. Este considerată pe scară largă a fi una dintre cele mai mari poezii ale secolului al XIX-lea.
Titlul original al poeziei a fost „The Way of the Soul” („Calea sufletului”), iar acest lucru ar putea da o idee despre modul în care poezia este o relatare a tuturor gândurilor și emoțiilor lui Tennyson în timp ce se întristează asupra morții unui prieten apropiat. El privește cruzimea naturii și a mortalității în lumina științei și credinței materialiste. Datorită lungimii sale și a amplorii discutabile a focalizării, poemul nu ar putea fi considerat o elegie sau un bocet în cel mai strict sens formal.